# تراك روبنسون
تراك روبنسون (بالإنجليزية: Truck Robinson)‏ مواليد 4 أكتوبر 1951 في جاكسونفيل، هو مدرب كرة سلة أمريكي ولاعب معتزل. بدأ مسيرته الاحترافية في سنة 1974. تم اختياره من قبل فريق واشنطن ويزاردز خلال الدرافت. يبلغ طوله 6 قدم 7 بوصة (2.0 م). اعتزل اللعب في 1985. شارك مرتين في مباراة كل النجوم. أحرز خلال مسيرته في الإن بي إيه 11988 نقطة بمعدل 15.5 نقطة في المباراة الواحدة.

## المسيرة الاحترافية
لعب مع واشنطن ويزاردز من سنة 1974 إلى 1977، ثم لعب مع أتلانتا هوكس في سنة 1977، ثم لعب مع يوتا جاز من سنة 1977 إلى 1979، ثم لعب مع فينيكس صنز من سنة 1978 إلى 1982، ثم لعب مع نيويورك نيكس من سنة 1982 إلى 1985.

## روابط خارجية
- تراك روبنسون على موقع إن بي أي (الإنجليزية)
- تراك روبنسون على موقع سبورتس رفرنس (الإنجليزية)
- تراك روبنسون على موقع ريلجم (الإنجليزية)
- تراك روبنسون على موقع بروبوليرز (الإنجليزية)
- تراك روبنسون على موقع سبورتس رفرنس (الإنجليزية)